# Haszim ibn al-Husajn
Haszim ibn al-Husajn (ur. 10 czerwca 1981 w Ammanie) – książę jordański z dynastii Haszymidów, wojskowy.
Urodził się jako syn króla Jordanii Husajna I i jego czwartej żony królowej Nur. Zajmuje ósme miejsce w sukcesji do jordańskiego tronu.
Książę Haszim jest absolwentem Duke University, Harvard University i Royal Military Academy Sandhurst. Służy w armii jordańskiej w stopniu majora.
15 kwietnia 2006 w Rijadzie poślubił Saudyjkę Fahdę Abu Najjan. Para ma piątkę dzieci:
- księżniczkę Halę (ur. 6 kwietnia 2007)
- księżniczkę Raję an-Nur (ur. 4 lipca 2008)
- księżniczkę Fatimę al-Alija (ur. 5 listopada 2011)[2]
- księcia Husajna Haidara (ur. 15 lipca 2015)[3]
- księcia Muhammada al-Husajna (ur. 21 października 2019)[4]